# Megan Thee Stallion
Megan Jovon Ruth Pete (San Antonio, 15 februari 1995), beter bekend als Megan Thee Stallion, is een Amerikaans rapper, zangeres en songwriter.

## Biografie
Megan Jovon Ruth Pete werd geboren in San Antonio. Haar moeder, Holly Aleece Thomas, ook bekend als rapper "Holly-Wood" (1971-2019), verhuisde kort na haar geboorte naar Houston. Ze groeide op in de wijk South Park in Houston, totdat ze op 14-jarige leeftijd met haar moeder naar Pearland verhuisde. Pete begon op 16-jarige leeftijd met het schrijven van raps.
In 2018 tekende Megan Thee Stallion bij platenlabel 300 Entertainment, waar ze een mixtape Fever (2019), een single Suga (2020) en haar debuutstudioalbum Good News (2020) uitbracht een notering haalden in de top 10 van de Billboard 200. Haar singles Savage (Remix) met Beyoncé en WAP met Cardi B, beide uitgebracht in 2020, bereikten beide nummer één in de Amerikaanse Billboard Hot 100-hitlijst. Gedurende haar hele carrière heeft Megan Thee Stallion verschillende onderscheidingen ontvangen, waaronder twee BET Awards, vijf BET Hip Hop Awards, twee MTV Video Music Awards, een Billboard Women in Music Award en vier nominaties bij de Grammy Awards. In 2020 noemde Time Magazine haar een van de 100 meest invloedrijke mensen ter wereld.
In 2022 had Megan Thee Stallion een gastoptreden als zichzelf in de televisieserie She-Hulk: Attorney at Law, wat zich afspeelt binnen het Marvel Cinematic Universe, op de streamingdienst Disney+.

## Discografie

### Albums
- Good News (2020)
- Traumazine (2022)
- Megan (2024)

### Singles
| Single                                            | Verschijnen | Album       | Hitlijsten | Hitlijsten | Hitlijsten | Hitlijsten | Hitlijsten | Hitlijsten | Hitlijsten |
| Single                                            | Verschijnen | Album       | BE (VL)    | BE (VL)    | NED        | NED        | VK         | CAN        | VS         |
| Single                                            | Verschijnen | Album       | Piek       | Weken      | Piek       | Weken      | Piek       | Piek       | Piek       |
| ------------------------------------------------- | ----------- | ----------- | ---------- | ---------- | ---------- | ---------- | ---------- | ---------- | ---------- |
| Hot Girl Summer (met Nicki Minaj & Ty Dolla Sign) | 2019        | —           | Tip        | —          | —          | —          | 40         | 38         | 11         |
| All Dat                                           | 2019        | Time Served | —          | —          | —          | —          | —          | —          | 70         |
| B.I.T.C.H. (met Tyga)                             | 2020        | Suga        | —          | —          | —          | —          | —          | —          | 31         |
| Captain Hook                                      | 2020        | Suga        | —          | —          | —          | —          | —          | —          | 74         |
| Savage (solo of met Beyoncé)                      | 2020        | Good News   | 35         | 9          | 28         | 17         | 3          | 9          | 1          |
| Girls in the Hood                                 | 2020        | Good News   | Tip        | —          | —          | —          | —          | 90         | 28         |
| Don't Stop (met Young Thug)                       | 2020        | Good News   | —          | —          | —          | —          | —          | 97         | 30         |
| Body                                              | 2020        | Good News   | —          | —          | —          | —          | 44         | 43         | 12         |
| Sweetest pie (met Dua Lipa)                       | 2022        | Traumazine  | —          | —          | Tip        | -          | 31         | 19         | 15         |
| Plan B                                            | 2022        | Traumazine  | —          | —          | -          | -          | 19         | 66         | 29         |
| Pressurelicious (met Future)                      | 2022        | Traumazine  | —          | —          | —          | —          | —          | —          | 55         |

### Samenwerkingen
| Single                                                             | Verschijnen | Album | Hitlijsten | Hitlijsten | Hitlijsten | Hitlijsten | Hitlijsten | Hitlijsten | Hitlijsten |
| Single                                                             | Verschijnen | Album | BE (VL)    | BE (VL)    | NED        | NED        | VK         | CAN        | VS         |
| Single                                                             | Verschijnen | Album | Piek       | Weken      | Piek       | Weken      | Piek       | Piek       | Piek       |
| ------------------------------------------------------------------ | ----------- | ----- | ---------- | ---------- | ---------- | ---------- | ---------- | ---------- | ---------- |
| WAP (met Cardi B)                                                  | 2020        | —     | 14         | 13         | 16         | 16         | 1          | 1          | 1          |
| Butter (Megan Thee Stallion Remix) (met BTS)                       | 2021        | —     |            |            |            |            |            |            |            |
| 34+35 (Remix) (met Ariana Grande en Doja Cat)                      | 2021        | —     |            |            |            |            |            |            |            |
| Beautiful Mistakes (met Maroon 5)                                  | 2021        | —     |            |            |            |            |            |            |            |
| On Me (Remix) (met Lil Baby)                                       | 2021        | —     |            |            |            |            |            |            |            |
| I Did It (met DJ Khaled, Post Malone, Lil Baby en DaBaby)          | 2021        | —     |            |            |            |            |            |            |            |
| It Was a... (Masked Christmas) (met Jimmy Fallon en Ariana Grande) | 2021        | —     |            |            |            |            |            |            |            |
| Thick (Remix) (met DJ Chose)                                       | 2022        | —     |            |            |            |            |            |            |            |
| Bongos (met Cardi B)                                               | 2023        | —     |            |            |            |            |            |            |            |
| Sunday Service (Remix) (met Latto en Flo Milli)                    | 2024        | —     |            |            |            |            |            |            |            |
| BBA (met Paris Hilton)                                             | 2024        | —     |            |            |            |            |            |            |            |
| Strategy (met Twice)                                               | 2024        | —     |            |            |            |            |            |            |            |

- Bibliothèque nationale de France: cb17906644d (data)
- International Standard Name Identifier: 0000 0004 6736 1636
- Library of Congress Control Number: no2020033375
- MusicBrainz: ee27b2d8-648c-4a9d-a68c-e55066959975
- Virtual International Authority File: 8463158369778901460004
- WorldCat: E39PBJh4rBj9VqDpWpttFkyrv3